# Vega (ракета-носій)
VEGA — ракета-носій легкого класу, що з 1998 року розробляється спільно Європейським космічним агентством (ESA) та Італійським космічним агентством (ASI). Ракета названа за іменем найяскравішої зірки північної півкулі.
Проєкт «Vega» розроблявся з початку 1990-х ASI, на заміну ракети-носія «Скаут» виробництва НАСА. 27-28 листопада 2000-го року проєкт «Vega» увійшов до програми ракети-носія «Аріан».
Перший запуск відбувся 13 лютого 2012 року, з космодрому Куру (Французька Гвіана).

## Історія створення
Проєкт (італ. Vettore Europeo di Generazione Avanzata, VEGA — Передова європейська ракета-носій нового покоління) розроблявся з початку 1990-х Італійським космічним агентством, на заміну ракети-носія «Скаут» виробництва США. 27-28 листопада 2000 року проєкт «Vega» увійшов до програми ракети-носія «Аріан».
На початку 1990-х років кілька європейських держав виступили з ініціативою створення легкого носія, який би доповнював важке сімейство ракет-носіїв Аріан. Італійське космічне агентство активно просувало концепцію, базовану на своїх попередніх напрацюваннях у сфері твердопаливних ракетних двигунів (РДТП).
Італійське космічне агентство у грудні 1997 оголосило, що в країні розроблені ракети-носії сімейства Vega («Вега»), роботи щодо якого здійснювались з 1988 фірмою BPD Difesae Spazio. Спочатку планувалось збільшити вантажність американської ракети-носія Scout-Gl удвічі, додавши до неї два твердопаливні навісні прискорювачі РАР від ракети-носія Аріан-4. Для експериментів з мікрогравітації передбачалась установка, що повертається у капсулі. Запуски планувалось здійснювати з плавучої стартової платформи Сан-Марко, розташованої недалеко від екватора в затоці Формоза біля берегів Кенії. Вартість робіт оцінювалась у 200 млн дол. Перший запуск планувався 1995.
Цей проєкт, відомий як Скаут-2 або San Marco Scout, 1993 як суто італійська розробка був перероблений під технологію РДТП Zefiro («Зефір»), створених на базі прискорювачів РАР, але з хитним соплом. 1991 відбулись чотири стендові вогневі випробування, 18 березня 1992 перше льотне випробування зв'язки трьох двигунів Zefiro на військовому полігоні у Сардинії було частково успішним. Передбачалось закінчити наземні випробування до середини 1995 і здійснити два кваліфікаційні польоти носія у кінці того ж року, щоб почати експлуатацію в середині 1996.
Однак 1994 графік робіт змінився і ракета отримала нинішню назву Vega. Крім основного варіанта Vega-KO пропонувались варіанти К2 та К4 з двома або чотирма навісними пришвидшувачами РДТП Zefiro, однак від прискорювачів відмовилися.
Програма Vega була офіційно прийнята Європейським космічним агентством (ESA) у червні 1998, але фінансування обмежувалось початковим етапом. Наступні кроки вимагали схвалення програми міністрами держав — членів ESA на їхній зустрічі в Брюсселі у травні 1999. Узгодити позиції не вдалось через розбіжності з приводу участі в програмі різних країн. Наступний період невпевненості стимулював кілька переговорів, націлених на пошук прийнятного компромісу. Зрештою консенсус був досягнутий, і роботи за проєктом легкого носія продовжились.
Формально проєкт фінансування програми Vega в обсязі €335 млн був представлений державам — учасникам ESA у грудні 2000. Внески країн розподіляються таким чином Італія — 65 %, Франція — 12,43 %, Бельгія — 5,63 %, Іспанія — 5 %, Нідерланди — 3,5 %, Швейцарія — 1,34 %, Швеція — 0,8 %.

## Призначення
Плановане корисне навантаження ракети-носія Vega становить 1500 кг на колову орбіту висотою 700 км.
У 2000-х з'явилась необхідність виведення на полярні кругові низькі орбіти супутників масою від 300 до 2000 кг. Зазвичай, це низькобюджетні проєкти дослідних організацій та університетів зі спостереження землі для наукових завдань, а також розвідувальні супутники, наукові супутники і аматорські супутники. Ракети-носії такого класу існують в лінійці космічних носіїв різних країн, наприклад, індійська «PSLV», українська «Дніпро» російська «Рокот», американські «Антарес» і «Falcon 1», китайська «Великий похід-2C».
Ракета призначена для доправлення невеликих корисних навантажень (від 300 до 2000 кг) на низькі орбіти або полярні, особливо сонячно-синхронну. Ймовірно, буде можливість вивести два-три невеликі супутники на різні орбіти, що є рідкістю для таких невеликих ракет космічного призначення.
Arianespace здійснює маркетинг ракети-носія Vega, як системи, призначеної для запусків на низькі навколоземні і сонячно-синхронні орбіти. Проте в першому кваліфікаційному запуску VEGA мала доставити основним корисним навантаженням апарат масою 400 кг, LARES (супутникове ТБ), на орбіту висотою 1450 км з нахилом 71,5 град.
В рамках перших кваліфікаційних випробувань планується вивести на орбіту супутники: LARES; ALMASat 1; AtmoCube; E-Star; Goliat; OUFTI 1; PW Sat 1; UNICubeSat; UWE; XaTcobeo.
14 грудня 2023 року, під час брифінгу в ході засідання Ради Європейське космічне агентство (ESA) було повідомлено про відкладення наступного і останнього польоту оригінальної версії ракети-носія Vega через проблему з верхнім ступенем ракети. Запуск ракети Vega, який раніше був запланований на весну 2024 року, було відкладено на вересень того ж року через відсутність баків для верхнього ступеня ракети Avum. Ця остання місія «Веги» раніше була призначена для запуску наукового супутника «Biomass Earth» для ESA. Однак зараз планується запуск «Sentinel-2C», іншого космічного корабля науки про Землю, який є частиною програми «Коперник».

## Оцінка проєкту, його значення і перспективи

### Оцінка і значення носія для Європейського космосу
З появою ракети-носія Vega, ESA отримує носій легкого класу і закриває усю лінійку ракет-носіїв усіх класів. До цієї лінійки входять важкий «Аріан-5» і середній російський носій «Союз-СТ», що з'явився в розпорядженні ESA:
|                                 | Vega             | Союз-СТБ      | Аріан-5         |
| ------------------------------- | ---------------- | ------------- | --------------- |
| Клас                            | Легкий           | Середній      | Важкий          |
| Маса, т                         | 137              | 313           | 777             |
| Довжина, м                      | 30               | 51,1          | 59              |
| Ступенів                        | 4                | 3             | 2               |
| Паливо                          | РДТП / НДМГ + АТ | гас + кисень  | гас + кисень    |
| Корисне навантаження на НОО, кг | 1 500 — 2 000    | 9 000 — 9 200 | 16 000 — 21 000 |
| Корисне навантаження на ССО, кг | —                | 4 900         | 6 200 — 10 500  |

### Значення і цілі проєкту
- Можливість виведення невеликих супутників розробки європейських інститутів на полярну орбіту;
- Менша залежність європейських космічних розробників від сторонніх космічних агентств;
- Залучення коштів від виведення закордонних супутників здешевленням вартості виводу і збільшенням надійності носія;
- Дослідження нових технологій у сфері аерокосмічних полімерних матеріалів і твердопаливних двигунів для ракет-носіїв;
- Отримання нових даних про навколоземний космічний простір за програмою «CubeSat».

### Перспективи носія і розвиток конкурентних легких проєктів
За 25 років розробки було кілька відстрочок і було витрачено понад 700 млн € для остаточної готовності європейської бюджетної ракети-носія Vega до першого польоту.
Ракета-носій Vega — найменша з трьох ракет-носіїв ESA. Космічне агентство розраховує, що нова ракета зможе задовольнити запити ринку зі запуску невеликих науково-дослідних супутників і зробить космічні дослідження доступними для університетської науки. Ракета-носій буде використовуватись переважно для запуску супутників, що спостерігають за поверхнею Землі.
До 2016 року планується здійснити 5 запусків. Їх оплатить ESA, супутники якого будуть основними вантажами ракети-носія Vega найближчими роками. У космос вирушать «Sentinel-2, −3», «Proba-V» і «Aeolus», а також науковий супутник для вивчення гравітаційних хвиль «LISA-Pathfinder». Після 2016-го року ESA буде самостійно шукати комерційне навантаження на ринку. Потенційними клієнтами вважаються національні космічні агентства, університети та комерційні компанії.
Після вдалого першого запуску ракета-носій Vega буде здійснювати 3-5 запусків на рік, а орієнтовна вартість запуску становитиме $4-5 млн.

## Конструкція
Vega розробляється як моноблочна ракета з трьома твердопаливними ступенями й космічною головною частиною (КГЧ) з додатковим ступенем на рідкому паливі, розташованим у обтікачі корисного вантажу. Три твердопаливні ступені виводять КГЧ на низьку орбіту. Рідинний ступінь «Верхній модуль доведення й орієнтації» (англ. Attitude and Vernier Upper Module, AVUM) використовується для підвищення точності первинного виведення (компенсування розсіювання характеристик РДТП) для «скруглення» орбіти і маневру відведення з орбіти порожнього ступеня. Модуль також забезпечить керування креном при роботі третього ступеня і тривісне керування на балістичних ділянках польоту і перед відділенням корисного вантажу.
|                             | Перший ступінь | Другий ступінь | Третій ступінь | Четвертий ступінь |
| --------------------------- | -------------- | -------------- | -------------- | ----------------- |
| Найменування                | P80            | Zefiro 23      | Zefiro 9       | AVUM              |
| Висота                      | 10,5 м         | 7,5 м          | 3,85 м         | 1,74 м            |
| Діаметр                     | 3 м            | 1,9 м          | 1,9 м          | 1,9 м             |
| Маса палива                 | 88 т           | 23,9 т         | 10,1 т         | 0,55 т            |
| Тяга (макс)                 | 3 040 кН       | 1 200 кН       | 213 кН         | 2,45 кН           |
| Коефіцієнт розширення сопла | 16             | 25             | 56             | -                 |
| Тривалість роботи           | 107 с          | 71,6 с         | 117 с          | 315,2 с           |

### Р80
Перший ступінь ракети-носія довжиною 11,714 м, діаметром 3,005 м, має двигун РДТП з 88,365 т. палива, тягою 3040 кН, коефіцієнт розширення сопла 16, тривалість роботи 109,8 с. Суха маса (маса без палива) — 7,33 т. Питомий імпульс в вакуумі — 280 сек. Виготовлений з полі-волокна, сопло двигуна оснащено електроприводом відхилення. 30 листопада 2006 успішно відбулось перше випробування. 4 грудня 2007 успішно відбулось друге випробування, під час якого була досягнута тяга 190 тс при тривалості роботи 111 с, параметри роботи двигуна перебували в межах заявлених.
Перший ступінь «Веги» має новий РДТП P80 (розроблений за паралельною програмою), конструктивні елементи, необхідні для з'єднання з другим ступенем, з наземною інфраструктурою і з головним вузлом бортового радіоелектронного обладнання (БРЕО) ступеня.
Двигун P80 адаптований під малу ракету-носій Vega, але його масштаб дозволяє застосувати ці технології на новому поколінні твердопаливних стартових прискорювачів для «Аріан-5».

### Zefiro 23
Розвиток двигуна Zefiro було ініційовано компанією «Avio» і профінансовано «Avio» і ISA. Другий ступінь ракети-носія Vega. Виготовлений з вуглецево-епоксидного волокна, а сопло з вуглецево-фенольного волокна з вуглецево-волоконними вставками. Використання цих матеріалів зменшило масу конструкції і збільшило її міцність. Довжина — 8,39 м, діаметр — 1,9 м, маса палива — 23,906 т, тяга — 1196 кН (на рівні моря), коефіцієнт розширення сопла — 25, тривалість роботи 86,7 с. Суха маса (маса без палива) — 1,95 т. Питомий імпульс в вакуумі — 287,5 сек. Перший успішний запуск відбувся 26 червня 2006 в Сальто-ді-Квір, Сардинія, Італія. Другий запуск 27 березня 2008 успішно закінчився присвоєнням кваліфікації ступеня ракети-носія.
Двигун другого ступеня «Веги» — подовжений варіант італійського РДТП Zefiro 16, зі збільшеною до 24 т масою палива. Три двигуни Zefiro пройшли вогневі стендові випробування (у червні 1998, у червні 1999 і у грудні 2000) з позитивними результатами.
Новий подовжений РДТП, відомий як Zefiro 23, має легкий корпус з композитних матеріалів, виготовлений спіральним намотуванням вуглецевої нитки з епоксидним єднальним, теплоізоляцію на базі пластика EPDM малої щільності і рухоме сопло з гнучким шарніром.
Циліндрична шашка палива НТРВ 1912 має зіркоподібний внутрішній канал у хвостовій частині двигуна. Тиск у камері згоряння Zefiro 23 становить 95 бар, максимальна тяга у вакуумі — 1200 кН. Сопло має діаметр критичного перерізу 294 мм і ступінь розширення (геометричний) приблизно 25. Номінальна тривалість роботи РДТП — приблизно 71 сек.
Крім двигуна Zefiro, другий ступінь має елементи конструкції, необхідні для з'єднання із суміжними ступенями і головним вузлом БРЕО. Стики в «полярних» точках двигуна і міжступеневі фланці — з високоміцного алюмінію. Перехідник між другим і третім ступенями — алюмінієва циліндрична конструкція.

### Zefiro 9

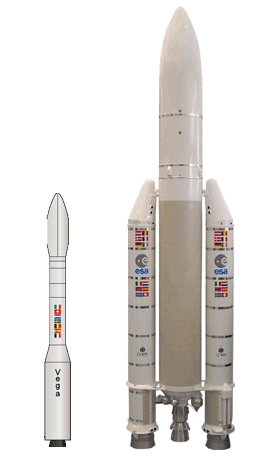
Порівняння ракет носіїв VEGA та Ariane-5

Третій ступінь ракети-носія має довжину 4,12 м, діаметр 1,9 м, маса палива 10,115 т, тяга (в вакуумі) — 313 кН, коефіцієнт розширення сопла 56, тривалість роботи 128,6 с. Суха маса (маса без палива) — 915 кг. Питомий імпульс в вакуумі — 296 сек. Перше випробування успішно відбулось 20 грудня 2005 року на полігоні Сальто-ді-Квір, на південно-східному узбережжі Сардинії, Італія. Друге випробування відбулось 28 березня 2007 року в Сальто-ді-Квір — на 35-й секунді роботи двигуна різко знизився внутрішній тиск, що спричинило втрату тяги. Це було викликано конструкційними недоліками. 23 жовтня 2008 відбулось успішне повторне випробування з модифікованим соплом, зареєстрованому, як Zefiro-9A. 28 квітня 2009 на полігоні Сальто-ді-Квір відбулось останнє вогневе випробування з присвоєнням кваліфікації ступеня ракети-носія Vega.
Двигун третього ступеня ракети-носія Vega — укорочений РДТП Zefiro 16 зі зменшеною до 10,115 т масою палива. За конструкцією він подібний до двигуна другого ступеня.
Тиск у камері згоряння Zefiro 9 становить 67 бар. Сопло має діаметр критичного перерізу 164 мм і геометричний ступінь розширення 56. Запалювання відбувається після кількох секунд пасивного польоту (залежно від необхідної траєкторії) після відділення Zefiro 23.
Міжступеневий перехідник з'єднує Zefiro 9 із AVUM, а також БРЕО і системою безпеки ступеня.

### AVUM
Верхній модуль точної стабілізації (англ. Altitude Vernier Upper Module, AVUM) — четвертий ступінь ракети-носія Vega. Довжина — 1,74 м, діаметр — 2,31 м, маса палива — 550 кг, тяга — 2,45 кН, Питомий імпульс в вакуумі — 315,5 с. Тривалість роботи до 6672 с. Суха маса — 131 кг. Обладнаний некріогенним РРД замкнутої схеми багаторазового вмикання. Пальне — несиметричний диметилгідразин, Окислювач — азотний тетраоксид. Ступінь обладнано двигуном і основними компонентами авіоніки ракети-носія.
Верхній ступінь AVUM має два модуля. У першому встановлені елементи рушійної установки (англ. AVUM Propulsion Module, АРМ — рушійний відсік AVUM), у другому — відсік обладнання (англ. AVUM Avionics Module, ААМ — модуль авіоніки ступеня AVUM).
APM забезпечує керування орієнтацією і осьову тягу на останніх стадіях польоту Vega, виконуючи наступні функції:
- керування креном на ділянці роботи третього і четвертого ступенів;
- керування орієнтацією при пасивному польоті і на орбіті;
- корекція помилок швидкості через розкид характеристик РДТП;
- імпульс швидкості для скруглення орбіти;
- націлювання супутника;
- маневр при відділенні супутника;
- відведення порожнього ступеня з орбіти.

Загальна маса палива — 250 — 550 кг залежно від конфігурації ракети-носія і планованого запуску.
Космічна головна частина, крім ступеня AVUM і обтічника, має адаптер корисного навантаження (передбачається використовувати наявний адаптер ракети-носія Аріан-5 діаметром 937 мм). Головний обтічник висотою 7,9 м має складну конструкцію (дві композитні вуглець-вуглецеві оболонки і стільниковий алюмінієвий заповнювач) з циліндричною частиною зовнішнього діаметра 2,6 м і довжиною 3,5 м.
Скидання головного обтічника здійснюється за допомогою спрацьовування замків і подовженого піротехнічного заряду на ділянці пасивного польоту між роботою РДТП другого і третього ступенів.
Базова архітектура БРЕО Vega відповідає підходу, аналогічному концепції Аріан-5, і має чотири головні підсистеми:
- Електроживлення та розподілу енергії;
- Телеметрії;
- Локалізації несправностей і безпеки;
- Управління польотом і введення польотних завдань.

## Участь України
2004 Державне конструкторське бюро «Південне» отримало право постачати ракетні двигуни для європейської ракети-носія Vega в рамках контракту з італійською фірмою Avio.
У рамках контракту з компанією Avio (Італія), КБ «Південне» розробляє маршовий двигун РД-843, що входить до складу рідинної рушійної установки розгінного блоку європейської ракети-носія Vega і призначеного для створення тяги, управління вектором тяги за тангажем і рисканням, маневрування розгінного блоку, відведення розгінного блоку з орбіти. КБ Південне протягом чотирьох років працювало над створенням унікального розгінного блоку — рідинного ракетного двигуна четвертого ступеня РД-843 з тягою 250 кг.

### Етапи виконання контракту
18 липня 2006 року КБ «Південне» почало кваліфікаційні вогневі випробування блоку маршового двигуна РД-843.
27 липня 2006 року відбулось перше настроювальне випробування.
На початку квітня 2010 Південний машинобудівний завод за кресленнями КБ «Південне» зібрало і здало замовнику першу льотну модель блоку маршового двигуна (БМД) керівного модуля четвертого ступеня ракети-носія. БМД упакований в контейнер і буде відправлений у Авіо (Італія) до кінця квітня 2010 року.
У квітні 2010 року почалась передача серійних двигунів замовнику.
У листопаді 2017 року Європейська ракета-носій Vega з українським двигуном успішно стартувала з космодрому Куру у Французькій Гвіані.
3 вересня 2020 року з космодрому Куру Європейського космічного агентства у Французькій Гвіані відбувся запуск ракети-носія Vega. Як повідомило КБ «Південне», це 15-й успішний пуск ракети Vega. В рамках програми Європейського космічного агентства під назвою Small Spacecraft Mission Service, ракета-носій вивела на сонячно-синхронну орбіту 53 мікро- та наносупутників, які належать 21 організації з 13 країн. Супутники призначені для обслуговування різних програм, включаючи спостереження за Землею, телекомунікації, науку, технології та освіту.
16 листопада 2021 року, об 11:27 (за київським часом), з космодрому Куру (Французька Гвіана) відбувся 18-й успішний пуск європейської ракети-носія (РН) легкого класу Vega. РН Vega вивела на орбіту три розвідувальні супутники CERES на замовлення Міністерства оборони Франції. Двигун РД-843, який використовують у складі рідинної рушійної установки 4-го ступеня РН Vega, розроблено ДП КБ «Південне» та виготовлено ДП «ВО Південний машинобудівний завод»
.
5 вересня 2024 року, о 4:50 (за київським часом), з космодрому Куру у Французькій Гвіані відбувся останній запуск стандартної версії ракети-носія Vega з українською розробкою - блоком маршового двигуна (БМД) РД-843, який використовується у складі рідинної рушійної установки 4-го ступеня ракети-носія. Vega вивела на орбіту європейський супутник дистанційного зондування Землі «Sentinel-2C». Arianespace поступово переходить на використання нової, більш потужної модифікації ракети-носія Vega С, яка вже двічі у 2022 році була запущена в космос.

### Перспектива співпраці
Європейські розробники планують замінити український розгінний блок. Зараз розгінний блок «Веги» працює на класичних висококиплячих компонентах, але європейці хочуть відмовитись від використання цього токсичного, хоча й ефективного палива. Вони мають намір перевести розгінний блок на кисень-метанове ракетне паливо. До його виробництва планують залучити німецький концерн Astrium.[джерело не вказане 2961 день]
Планується, що європейська версія четвертого ступеня не буде знижувати енергетичні можливості носія.

## Стартовий комплекс
Запуск ракети планується здійснювати з майданчика ELV (фр. Encemble de lancement Vega — Майданчик для запуску Веги) космодрому Куру (Французька Гвіана), який був переобладнаний з ELA-1 — старого майданчика для запуску ракет-носіїв «Європа», Аріан-2, -3. Після побудови майданчик називався CECLES і використовувався для запуску ракети-носія «Європа-2».
Перший запуск з майданчика відбувся 5 листопада 1971 року. Запуск закінчився невдало. Стартовий майданчик був зруйнований. 1979 майданчик відновили для запуску ракети-носія Аріан-1, а 24 грудня 1979 року відбувся перший успішний запуск. Майданчик назвали ELA (скорочення від фр. Encemble de lancement Ariane — Майданчик для запуску Аріан). 31 травня 1986 успішно відбувся запуск ракети-носія Аріан-2, а 4 серпня 1984 року успішно відбувся запуск ракети-носія Аріан-3. 1988 року майданчик перейменували в ELA-1, оскільки було введено в експлуатацію ELA-2 для Аріан-4. Експлуатація Аріан-1 припинилась 22 лютого 1986, Аріан-2 — 2 квітня 1989 року, Аріан-3 — 12 липня 1989 року. Майданчик ELA-1 був зруйнований. 2011 року майданчик відновили для проєкту «Vega».
Стартовий комплекс ESA (Гвіанський космічний центр CSG в Куру, Французька Гвіана) дозволяє виводити космічні апарати з різними азимутами запуску (екваторіальні, полярні і проміжні способи). Стартовий майданчик для «Веги» розташований між комплексами для запуску Аріан-4 і Аріан-5. Новий наземний сегмент використовує наявну інфраструктуру, зокрема стартовий стіл ELA-1, який був спочатку побудований для Аріоан-1, і Центр управління Аріан-5. Збірка ракети-носія та операції інтеграції будуть виконуватись на стартовому столі у новій пересувній споруді BIV (фр. Bailment d'lntegration Vega — Споруда збирання Веги), яка буде приділятися після заключної збірки. Управління операціями запуску буде здійснюватись зі спеціальної кімнати в межах Центру управління Аріан-5 (CDL-3).

## Конкуренти
| Порівняння характеристик РН легкого класу                                                                         | Порівняння характеристик РН легкого класу | Порівняння характеристик РН легкого класу | Порівняння характеристик РН легкого класу | Порівняння характеристик РН легкого класу | Порівняння характеристик РН легкого класу | Порівняння характеристик РН легкого класу | Порівняння характеристик РН легкого класу | Порівняння характеристик РН легкого класу | Порівняння характеристик РН легкого класу | Порівняння характеристик РН легкого класу | Порівняння характеристик РН легкого класу |
| Ракета-носій | Країна                                    | Перший політ                              | кількість запусків в рік (всього)         | Широта СК                                 | Старт. маса, т                            | Маса КН, т                                | Маса КН, т                                | Маса КН, т                                | Успішних. пусків, %                       | Вартість пуску, млн $                     |                                           |
| Ракета-носій | Країна                                    | Перший політ                              | кількість запусків в рік (всього)         | Широта СК                                 | Старт. маса, т                            | НОО¹                                      | ГПО                                       | ССО²                                      | Успішних. пусків, %                       | Вартість пуску, млн $                     |                                           |
| --- | ----------------------------------------- | ----------------------------------------- | ----------------------------------------- | ----------------------------------------- | ----------------------------------------- | ----------------------------------------- | ----------------------------------------- | ----------------------------------------- | ----------------------------------------- | ----------------------------------------- | ----------------------------------------- |
| «Дніпро» | Україна                                   | 21.04.1999                                | 1-3 (17)                                  | 46° / 51°                                 | 211                                       | 3,7                                       |                                           | 2,3                                       | 94%                                       | 30,7                                      |                                           |
| «Рокот» | Росія                                     | 20.11.1990                                | 1-2 (18)                                  | 46° / 62°                                 | 107,5                                     | 2,1                                       |                                           | 1,6                                       | 89%                                       | 22,5 (€15)                                |                                           |
| «Вега» | Європейський Союз                         | 13.02.2012                                | 2(2)                                      | 5°                                        | 137                                       | 2,3                                       |                                           | 1,6                                       | 100% (2 пуски)                            | 42                                        |                                           |
| «Циклон-4М» | Україна                                   | ~2020                                     | 0                                         | 45°                                       | 193                                       | 5,685                                     | 1,6                                       | 3,91                                      |                                           | 23³                                       |                                           |
| «Союз-2.1в» | Росія                                     | 28.02 2013                                | 1                                         | 62°                                       | 160                                       | 2,8                                       |                                           | 1,4⁴                                      | 100% (1 пуск)                             |                                           |                                           |
| «Ангара 1.2» | Росія                                     | 2015                                      | 0                                         | 62°                                       | 171                                       | 3.8                                       |                                           |                                           |                                           |                                           |                                           |
| «Антарес» | США                                       | 21.04.2013                                | 1-2 (6)                                   | 38°                                       | 240                                       | 5,6                                       |                                           | 4,4                                       | 83,3% (6 запусків)                        |                                           |                                           |
| ¹ — висота 300 км, нахил відповідає космодрому; ² — висота 300 км, нахил 98°; ³ — оцінка, 2007; ⁴ — висота 835 км |                                           |                                           |                                           |                                           |                                           |                                           |                                           |                                           |                                           |                                           |                                           |

На світовому ринку запуску носіїв легкого класу Vega за потужністю конкурує з:
- Taurus від Orbital — 1320 кг на низьку опорну орбіту;
- Falcon 1e від SpaceX — 1010 кг на низьку опорну орбіту;
- Великий похід Китайської Народної Республіки — 1,800-8400 кг на низьку опорну орбіту;
- Стріла з Російської Федерації — 1700 кг на низьку опорну орбіту;
- Рокот з Російської Федерації — 1950 кг на низьку опорну орбіту або 1200 кг на сонячно-синхронну орбіту.